# Юган Іван Васильович
Іва́н Васи́льович Юган (26 серпня 1957 — 13 серпня 2015) — сержант Збройних сил України, учасник російсько-української війни.

## Життєпис
Народився 1957 року в місті Рогатин.
У часі війни мобілізований квітнем 2015-го, сержант, майстер-гранатометник 34-го окремого мотопіхотного батальйону 57-ї окремої мотопіхотної бригади.
Загинув 13 серпня 2015 року під час виконання бойового завдання поблизу Зайцевого, Горлівська міська рада. Тоді ж під час гранатометного обстрілу терористами зник безвісти старший сержант Геннадій Логвин.
Похований в місті Рогатин 18 серпня 2015-го.
Залишилось дружина Ірина Петрівна, двоє дітей, внуки.

## Нагороди та вшанування
За особисту мужність, сумлінне та бездоганне служіння Українському народові, зразкове виконання військового обов'язку відзначений — нагороджений
- орденом «За мужність» ІІІ ступеня (25.12.2015, посмертно)[1]